# Otto VII van Tecklenburg
Otto VII van Tecklenburg (overleden in 1450) was van 1426 tot aan zijn dood graaf van Tecklenburg. Hij behoorde tot het huis Schwerin.

## Levensloop
Otto VII was de zoon van graaf Nicolaas II van Tecklenburg en diens echtgenote Anna Elisabeth, dochter van graaf Frederik III van Moers. In 1426 volgde hij zijn vader op als graaf van Tecklenburg.
Net als zijn vader vocht Otto VII tijdens zijn bewind heel wat vetes uit, in een poging om het verloren gebied van zijn vader terug te winnen. Dit mislukte echter, wat het graafschap Tecklenburg nog dieper in de schulden duwde. Dit versnelde de neergang van het graafschap Tecklenburg. 
In 1450 stierf hij, waarna zijn zoon Nicolaas III hem opvolgde als graaf van Tecklenburg.

## Huwelijken en nakomelingen
Rond 1428 huwde Otto VII met Ermengarda van Hoya-Nienburg, dochter van graaf Erik I van Hoya. Ze kregen twee kinderen:
- Nicolaas III (overleden in 1508), graaf van Tecklenburg
- Adelheid (overleden in 1477), huwde in 1453 met graaf Gerard VI van Oldenburg

Na de dood van Ermengarda hertrouwde hij met Aleidis, dochter van heer Gottschalk VIII van Plesse. Ze kregen drie kinderen:
- Otto VIII (overleden in 1493), graaf van Iburg
- Maria (overleden in 1493), abdis van de Sint-Bonifatiusabdij in Freckenhorst
- Anna (overleden in 1508), abdis van de Abdij van Gerresheim